# Jan Hodin
Jan Lennart Hodin, född 30 juli 1943, är en före detta svensk handbollsspelare. Han spelade högernia.

## Karriär

### Klubblagsspel[2]
Jan Hodin började sin elitkarriär i SoIK Hellas. Han debuterade i allsvenskan säsongen 1964–1965 och spelade i Hellas till 1968. Han bytte sedan klubb till GUIF Eskilstuna som han spelade för i två säsonger. Han avslutade sedan sin elitkarriär. Det blev inga större meriter - under de år han spelade i Hellas vann klubben inga mästerskap. Hodin var en god skytt och med 64 + 92 +81 mål på sina tre  första säsonger i Hellas var han klubbens bäste målskytt med målsnitt nära 4,4 per match.

### Landslagsspel
Jan Hodins landslagskarriär sträckte sig mellan 1966 och 1970, och han spelade 38 landskamper och gjorde 81 mål. Han spelade också 8 ungdomslandskamper med 29 mål och 3.63  i målsnitt. Han deltog bara i en mästerskapsturnering VM 1967. I den turneringen blev han Sveriges bäste målgörare med 23 mål trots att han inte sköt några straffar.